# Ulvi Voog
Ulvi Voog   (Tallinn, 18 de febrer de 1937), posteriorment Indrikson, és una nedadora estoniana ja retirada, especialista en estil lliure, que va competir durant les dècades de 1950 i 1960.
El 1960 va prendre part en els Jocs Olímpics d'Estiu de Roma, on disputà dues proves del programa de natació. Fou vuitena en els 4x100 metres lliures, mentre en els 100 metres lliures quedà eliminada en sèries.
En el seu palmarès destaquen una medalla de plata en els 4x100 metres estils al Campionat d'Europa de natació de 1958. També guanyà 11 títols nacionals de la URSS: en els 100 metres lliures (1955 a 1958 i 1960), 400 metres lliures (1956 a 1960) i 4×100 metres lliures (1958), a l'hora que va establir 10 rècords nacionals.
Voog es graduà a la Universitat de Tartu. Començà a practicar la natació el 1952 i es retirà el 1967, moment a partir del qual exercí d'entrenadora al Dünamo Tallinn (1967-1992) i a l'equip soviètic de natació (1977). Cap a 1960 es canvià el cognom pel d'Indrikson. És l'àvia dels també nedadors Triin, Martti i Berit Aljand. El 1957 fou escollida Esportista Estoniana de l'any.